# Centre historique de Macao
Le centre historique de Macao (chinois simplifié : 澳门历史城区 ; chinois traditionnel : 澳門歷史城區 ; en portugais : O Centro Histórico de Macau) est un ensemble d'une vingtaine de lieux qui témoignent de la convivialité et de la fusion entre les cultures chinoise et occidentale à Macao, ancienne colonie portugaise. Il représente le legs architectural de la ville, et comprend aussi bien des monuments, tels que églises et temples, que les zones urbaines, les places et certaines rues.
En 2005, le centre historique de Macao a été inscrit sur la liste du patrimoine mondial de l'humanité établie par l'UNESCO, ce qui en fait le 31e site du patrimoine mondial en Chine. Il a été décrit par l'UNESCO de la façon suivante : « avec ses rues historiques, résidences, édifices religieux et publics portugais et chinois, le centre historique de Macao fournit un témoignage unique de la réunion esthétique, culturelle, architecturale et technologiques de l'Orient et l'Occident, [...] il est le témoin de l'une des plus anciennes et les plus durables des rencontres entre la Chine et l'Occident, fondée sur le dynamisme du commerce international ».

## Liste des sites
Zone 1
Le centre historique de Macao se compose de deux zones principales dans le centre-ville sur la péninsule de Macao. Chaque zone centrale est entourée par une zone tampon.
- Temple d'A-Ma
- Quartel des Maures
- Place Lilau
- Maison du mandarin
- Église et séminaire Saint-Joseph

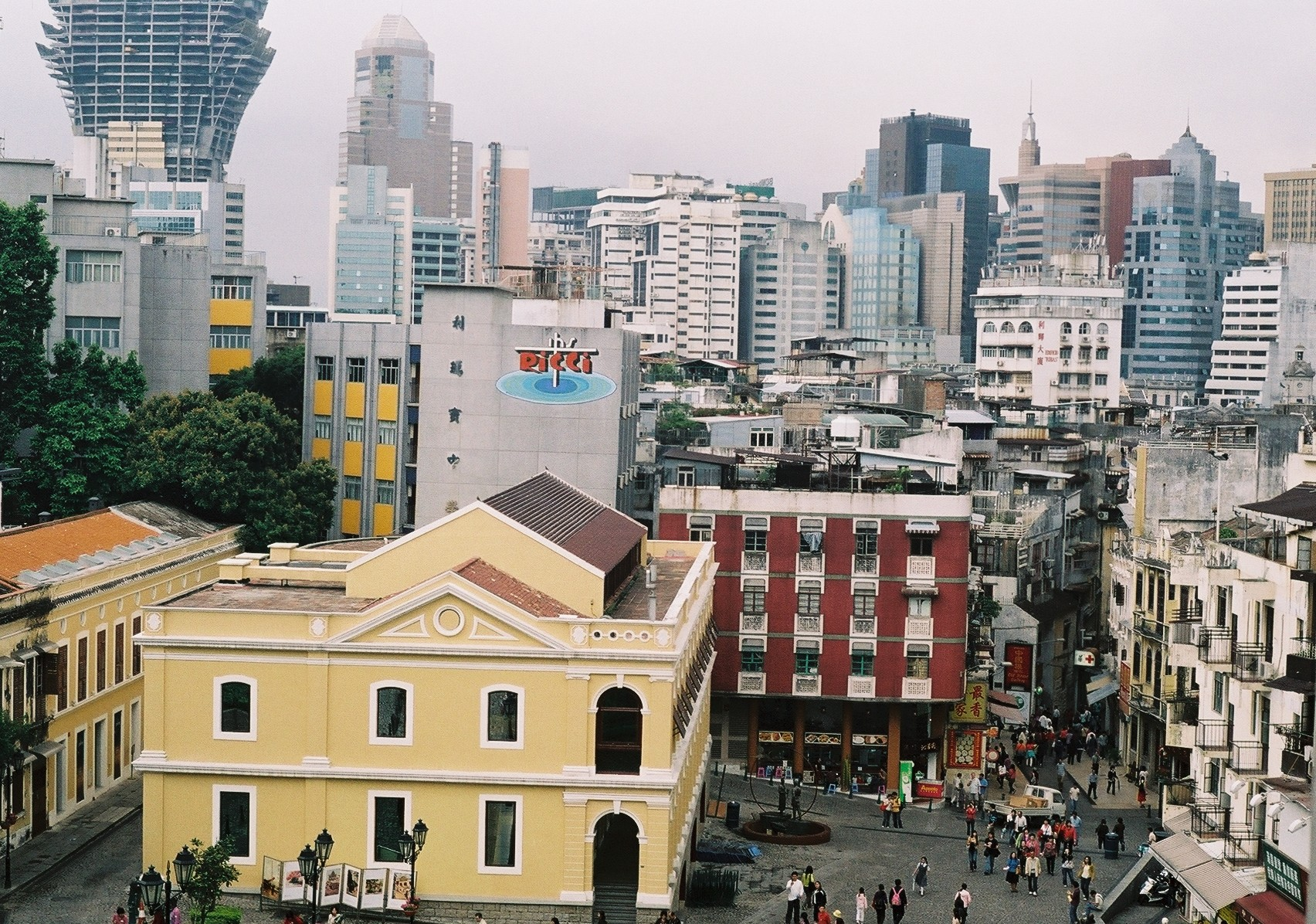
Vue sur le centre-ville de Macao

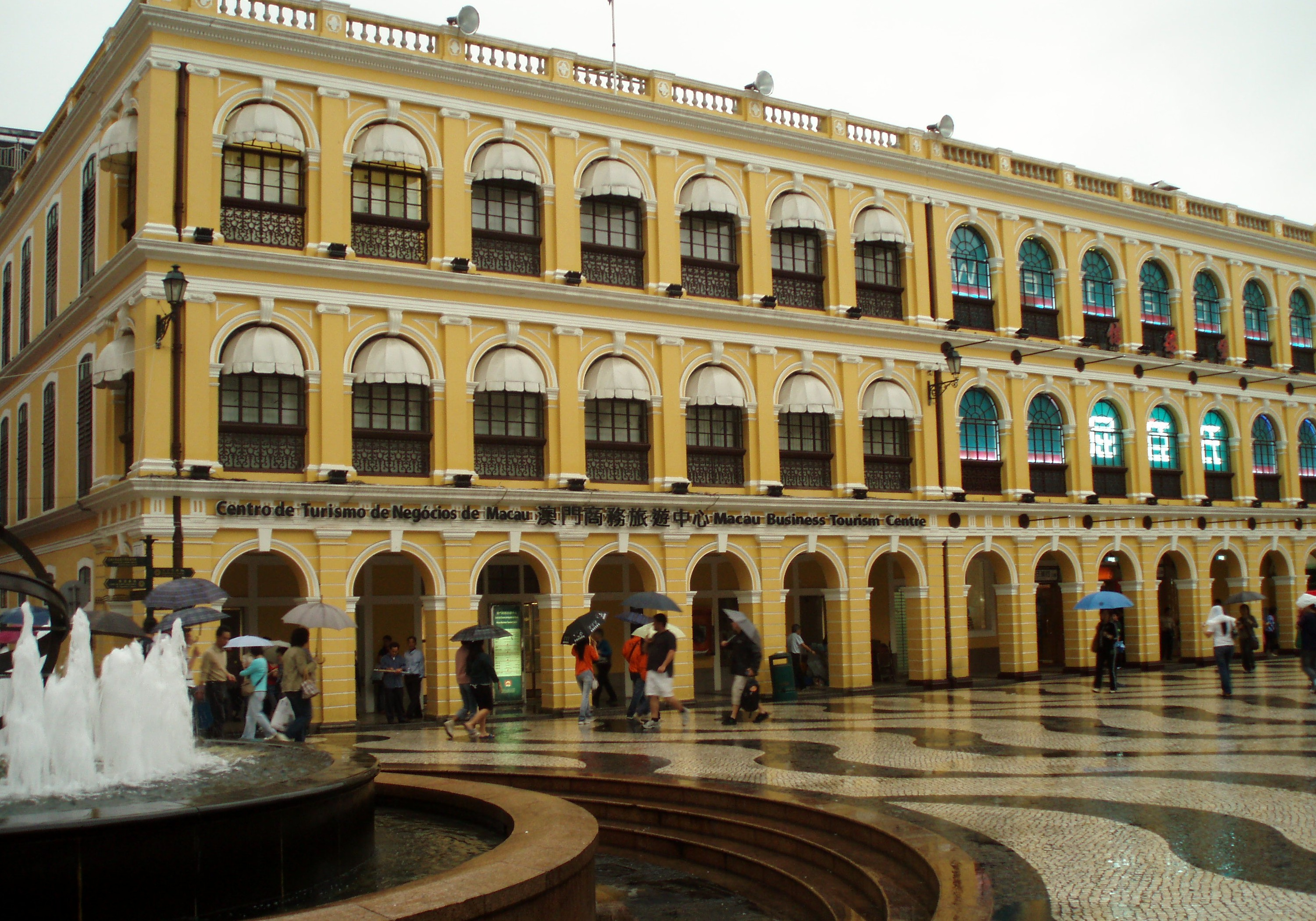
place du Sénat, Macao

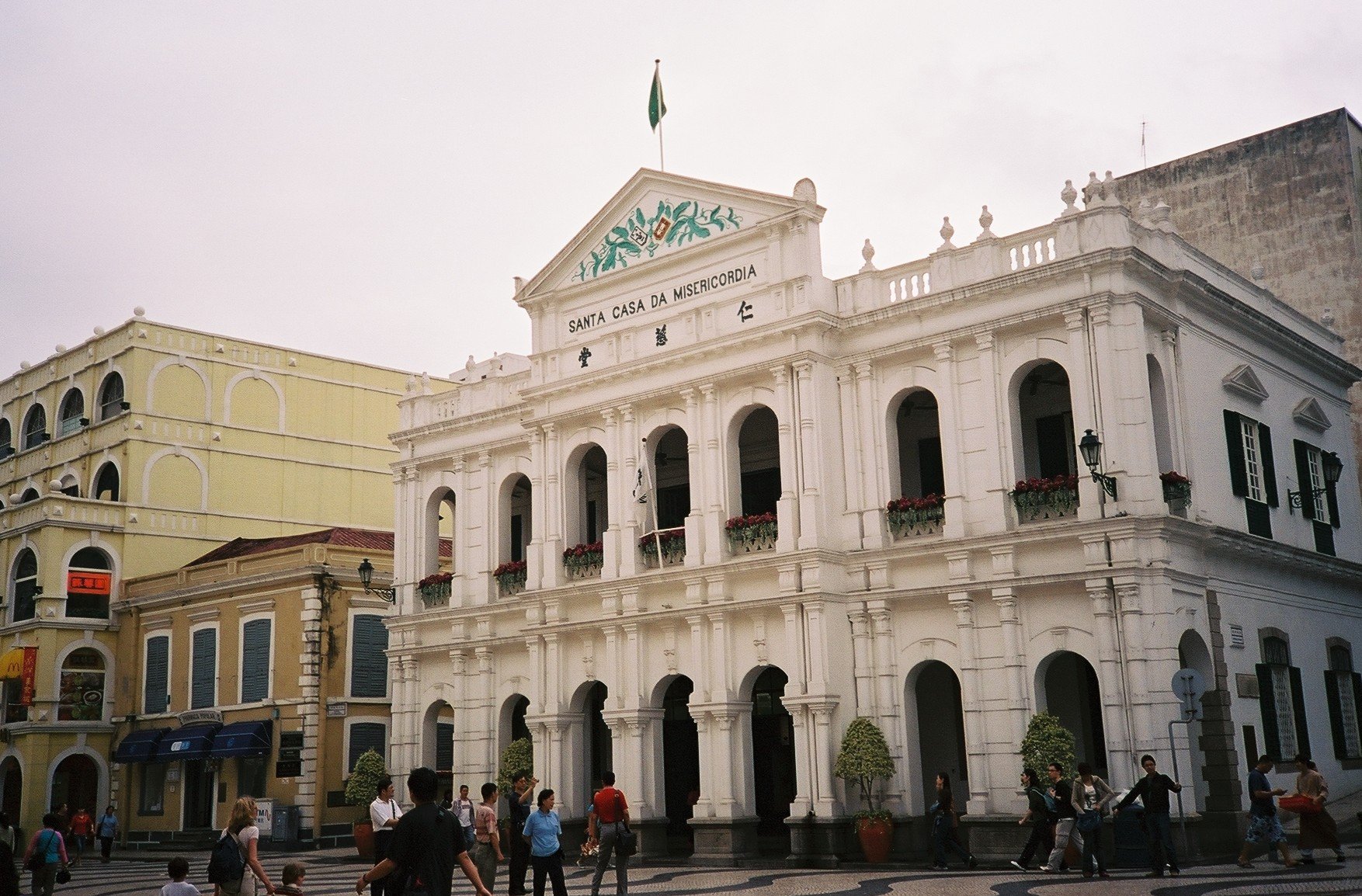
Santa Casa da Misericorida (Sainte maison de la miséricorde), centre-ville historique de Macao

- Place Saint-Augustin avec l'Église Saint-Augustin et l'Église Saint-Laurent
- Théâtre Dom Pedro V
- Bibliothèque Sir Robert Ho Tung
- Place du Sénat avec le Leal Senado
- Sam Kai Vui Kun (Temple Kuan Tai)
- Sainte maison de la miséricorde
- Place et Cathédrale de la nativité de Macao
- Maison de Lou Kau
- Place et Église Saint-Dominique de Macao (en)
- Place de la compagnie de Jésus avec les Ruines de Saint-Paul et le Temple Na Tcha
- Section de la muraille de Macao
- Forteresse du Monte
- Jardin Camões avec la Casa Garden, le cimetière protestant, l'Église Saint-Antoine et l'ancien siège de la Compagnie anglaise des Indes orientales[3]

Zone 2
La zone 2 est entourée par une zone tampon, qui couvre un parc et une zone urbaine immédiate.
- Forteresse de la Guia, incluant la chapelle et le phare.

## Organisation
La plupart des biens (bâtiments) sont la propriété de la Région administrative spéciale de Macao (RAS) et sont gérés par divers ministères ou autorités. L'institut culturel du gouvernement de la RAS gère la maison du mandarin, les ruines de Saint-Paul, la Section de la vieille muraille, et la forteresse du mont Guia (avec le phare et la chapelle).
Le bâtiment du Leal Senado est géré par l'Institut des affaires civiques et municipales de Macao (Instituto para os Assuntos civicos e Municipais), tandis que les deux temples, A-Ma et Na Tcha, sont gérés par le conseil d'association de charité du temple A-Ma et le Conseil de gestion du Temple Na Tcha. Le quartel des maures est géré par l'Administration du port de Macao.
Les autres bâtiments sont possédés et gérés par leurs institutions respectives. Le séminanire et l'église Saint-Joseph sont gérés par le diocèse catholique de Macao. La Sainte Maison de la Miséricorde, appartient et est géré par la Fondation Charitable de la Sainte Maison de la Miséricorde. Le Théâtre Dom Pedro V appartient et est géré par son propre conseil d'administration.
Les autres bâtiments du centre historique sont protégés par diverses lois, notamment la loi fondamentale de la RAS de Macao.